# St-Merry (Paris)

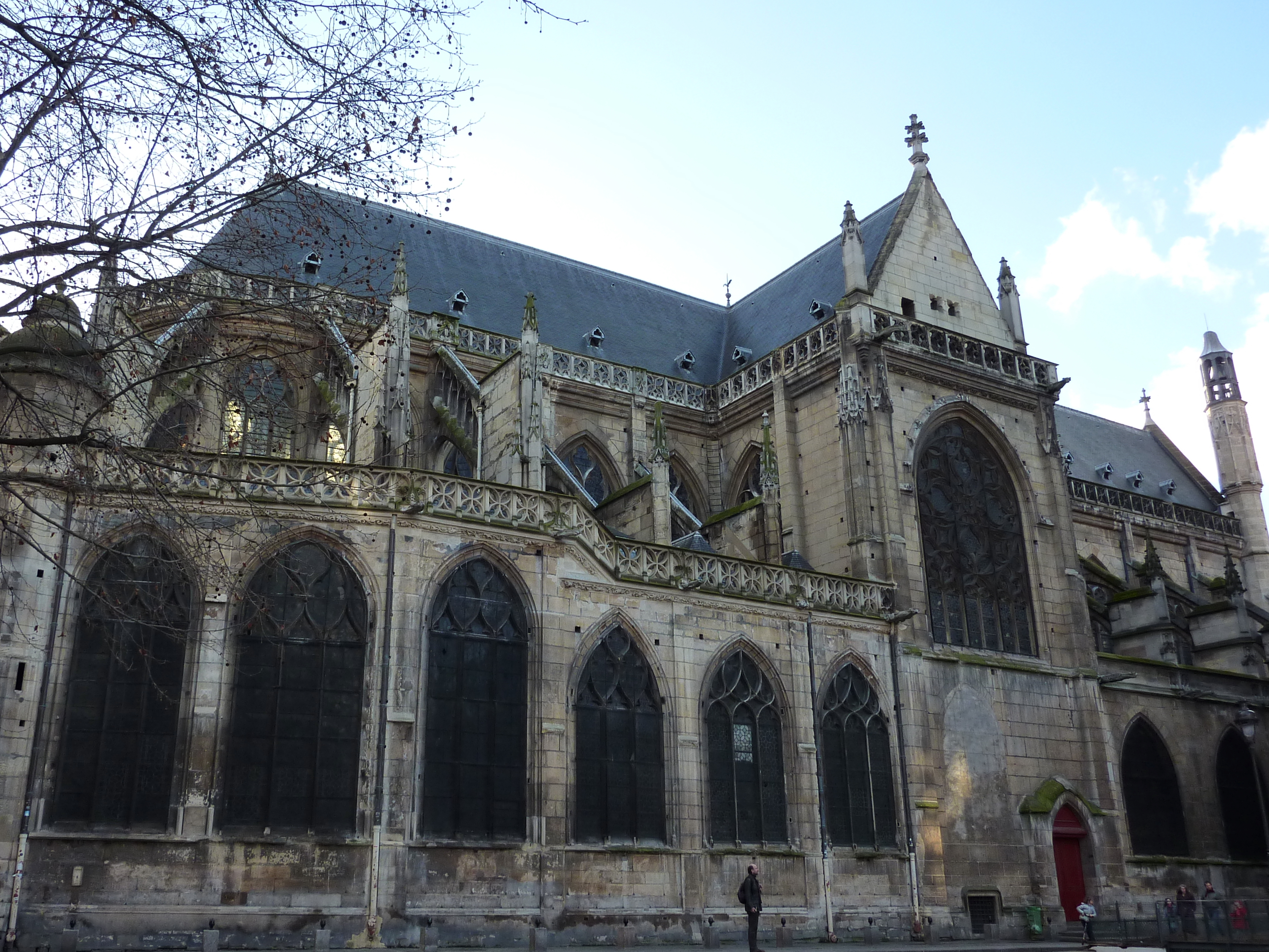
Pfarrkirche Saint-Merry, Ansicht von Nordosten

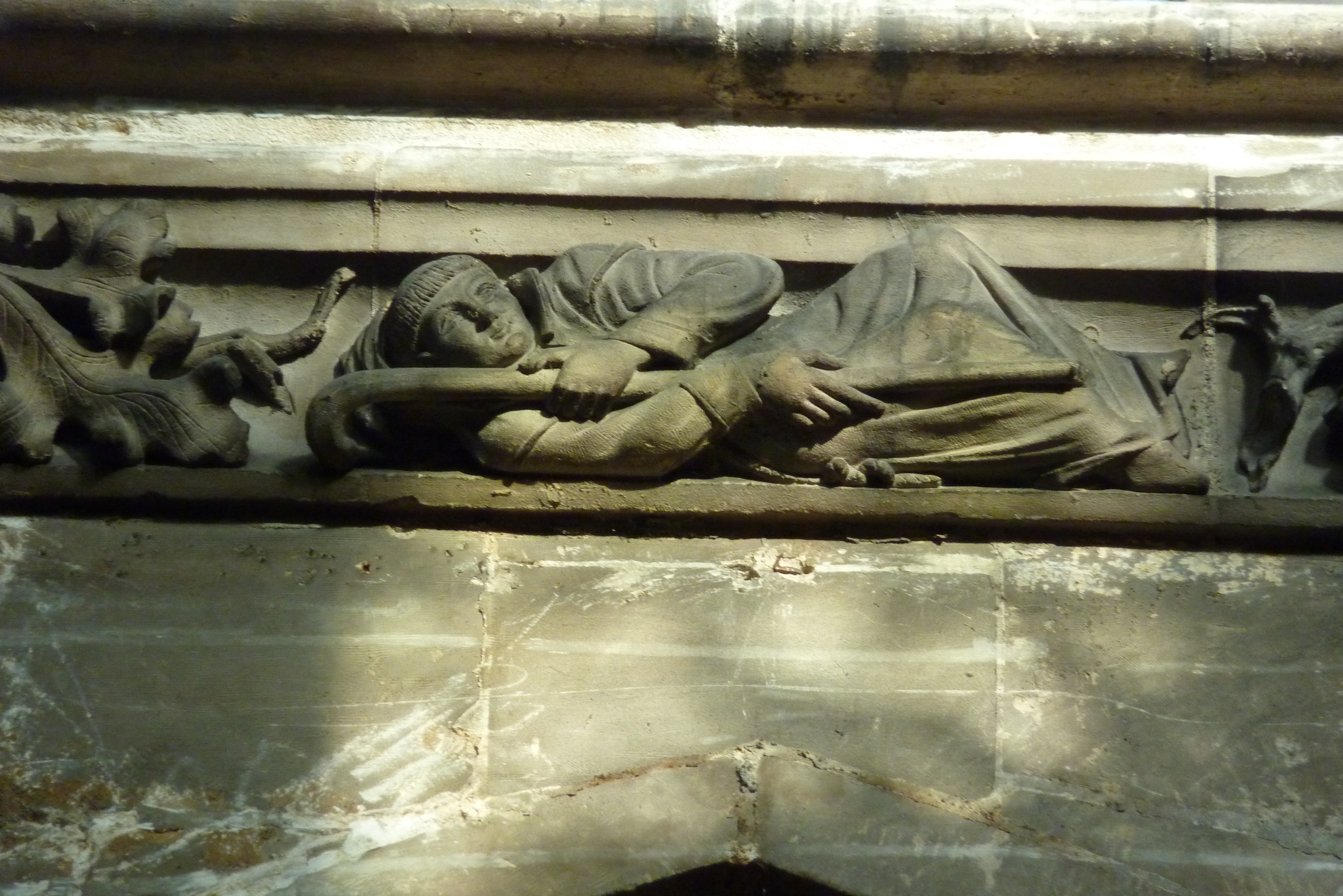
Fries mit der Darstellung des heiligen Medericus, im Langhaus unter den Obergadenfenstern

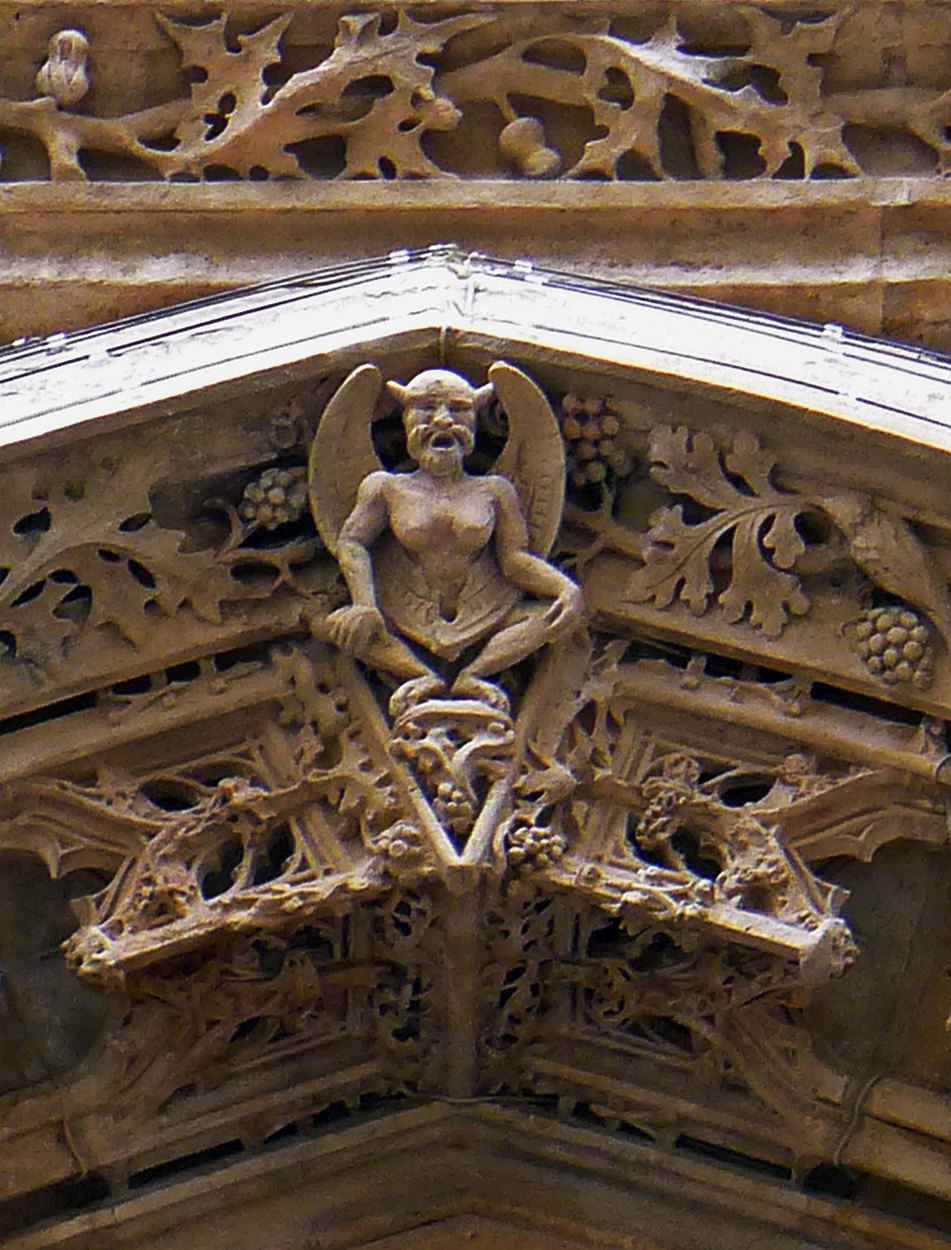
Eine Skulptur, von der es heißt, das sie einen Baphomet darstellt

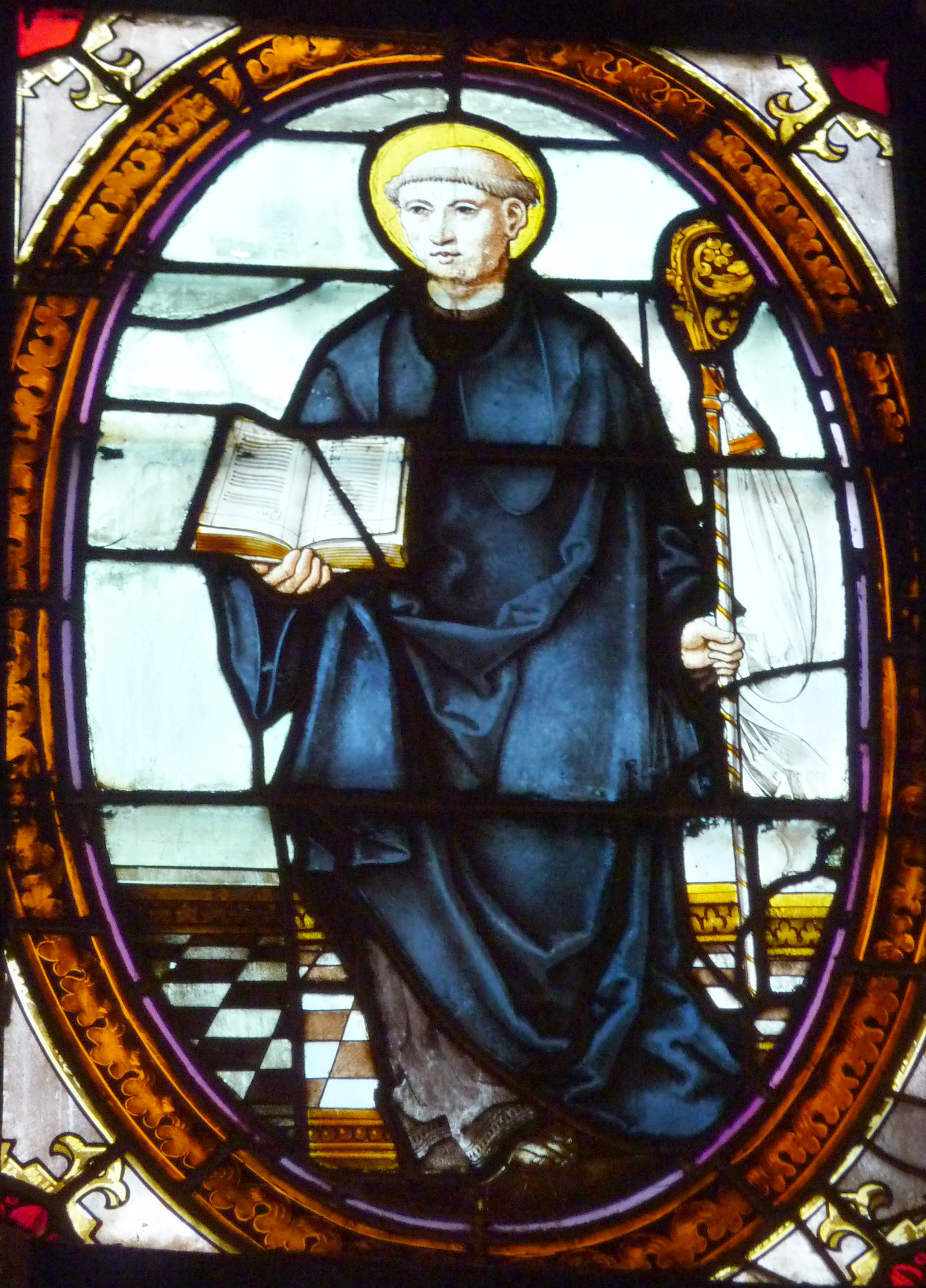
Medaillon eines Bleiglasfensters aus dem 16. Jahrhundert in der Scheitelkapelle des Chores mit der Darstellung des heiligen Medericus

Die katholische Pfarrkirche Saint-Merry oder Saint-Merri wurde zu Beginn des 16. Jahrhunderts im Stil der Spätgotik an der Stelle einer Kapelle aus dem 7. Jahrhundert errichtet. Dort wurde um 700 der heilige Medericus bestattet, nach dem die Kirche benannt ist. Die Eingänge befinden sich in der Rue de la Verrerie Nr. 76 und der Rue Saint-Martin Nr. 78 im 4. Arrondissement von Paris. Die nächsten Metrostationen sind Hôtel de Ville oder Châtelet der Linien 1, 4 und 11. 1862 wurde die Kirche in die Liste der französischen Kulturdenkmäler als Monument historique aufgenommen.

## Geschichte
Nach der Legende ließ sich im 7. Jahrhundert der heilige Medericus, später Merry genannt, als Eremit in der Nähe einer dem Apostel Petrus geweihten Kapelle nieder, in der er nach seinem Tod beigesetzt wurde. Zu Beginn des 10. Jahrhunderts errichtete man an ihrer Stelle eine den beiden Heiligen, Petrus und Medericus, geweihte Kirche, die im 11. Jahrhundert zur Pfarrkirche erhoben wurde. Das Patrozinium des heiligen Petrus geriet im Lauf der Zeit in Vergessenheit. Der heilige Medericus wurde zum Schutzpatron des Rive Droite, des nördlich der Seine gelegenen Stadtgebiets von Paris.
Um 1200 folgte ein weiterer Neubau, den man zwischen 1515 und 1552 durch das heutige Gebäude ersetzte. 1612 wurde der Turm um eine Etage erhöht. Im 18. Jahrhundert wurde die Kirche im Stil der Zeit umgebaut. Der Lettner wurde abgerissen, das Mobiliar erneuert und die Renaissancefenster zum großen Teil durch farbloses Glas ersetzt. Ab 1744 wurde nach den Plänen des Architekten Germain Boffrand an der Stelle des Beinhauses aus dem 16. Jahrhundert die Kommunionkapelle errichtet.
Während der Revolution von 1789 wurde die Kirche geschlossen und als Salpeterfabrik zweckentfremdet. Dabei kam es auch zu schweren Beschädigungen insbesondere der Westfassade, deren Figurenschmuck zertrümmert wurde. Zeitweise wurde sie von den Anhängern der Theophilanthropie als Tempel genutzt, bis sie ab 1803 wieder als römisch-katholische Kirche diente. Die Beschädigungen aus der Französischen Revolution wurden in den 1840er und 1850er Jahren durch Kopien ersetzt. Figuren und ein Teil der Baudekoration wurden in Zement nachgebildet und in die Lücken eingefügt. Ein Teil der Figuren sind Abgüsse aus der Kathedrale Notre-Dame de Paris.

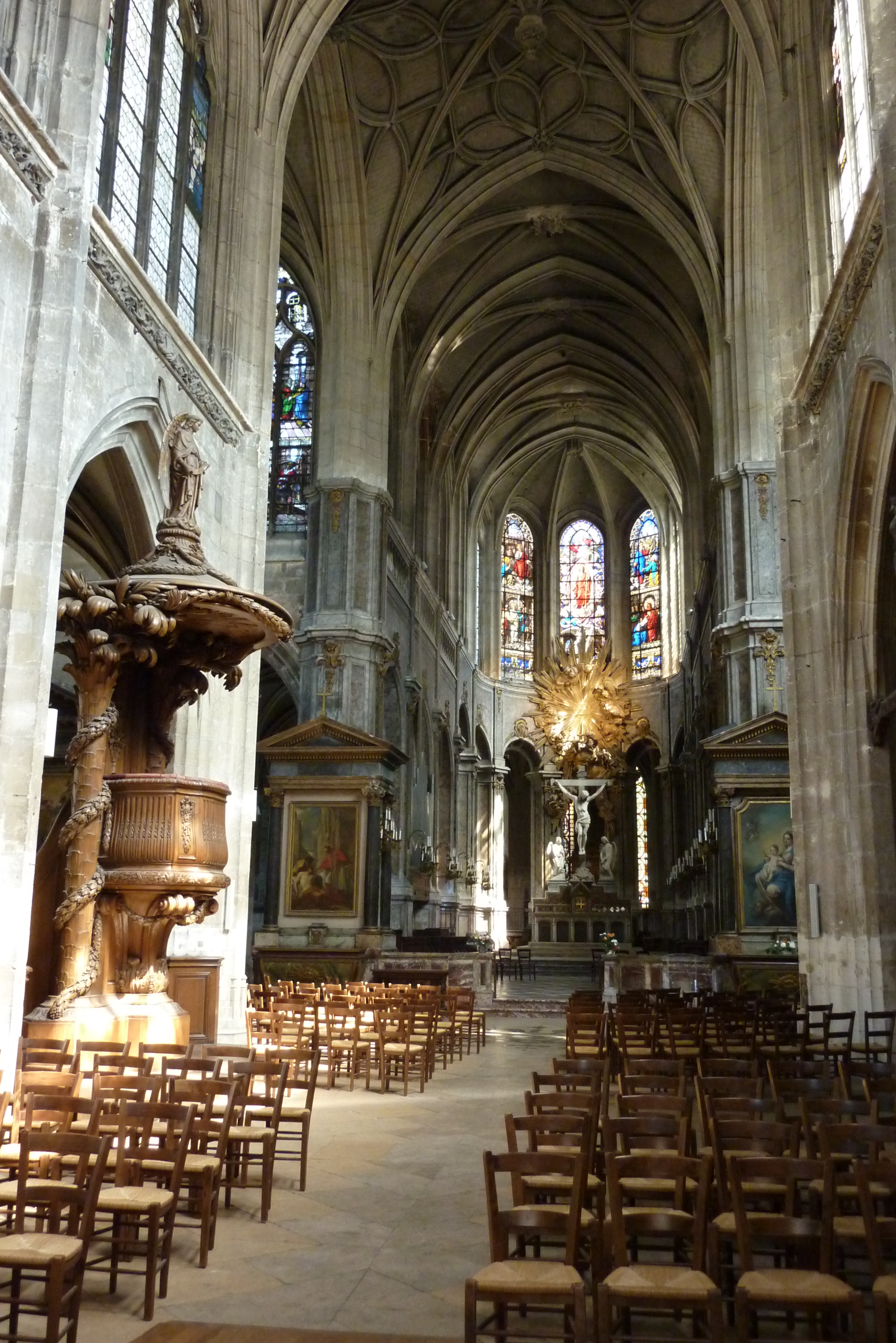
Innenraum mit Blick zum Chor

## Architektur
Obwohl die Bauzeit der Kirche der Epoche der Renaissance angehört, ist Saint-Merry im Stil der Spätgotik, im sogenannten Flamboyant-Stil, errichtet.

### Außenbau
Der Haupteingang befindet sich an der Westfassade in der Rue Saint-Martin. Zwei mächtige Strebepfeiler trennen die beiden Seitenportale vom Mittelportal. Über dem rechten Seitenportal erhebt sich der quadratische Turm, der seit dem Brand von 1871 wieder seine ursprüngliche Höhe von zwei Stockwerken aufweist. Ein schmaler, achteckiger Turm über dem linken Seitenportal besitzt eine Glocke von 1331, die als die älteste Glocke von Paris gilt. Die Skulpturen der mit Blatt- und Tierfriesen, Kreuzblumen und Arkaturen verzierten Fassade wurden während der Revolution zerstört und 1842 von Joseph Brun und Louis Desprez (1799–1870) neu geschaffen.

### Innenraum
Das Langhaus ist mit einem Kreuzrippengewölbe gedeckt und erstreckt sich über fünf Joche. An das Mittelschiff schließen sich ein nördliches und zwei südliche Seitenschiffe an. Unterhalb der Obergadenfenster verläuft ein Fries aus Blattwerk und Tieren, in dem vier liegende Personen zu erkennen sind: auf der linken Seite der heilige Medericus und Moses, auf der rechten Seite der Apostel Petrus und Aaron.
Unter dem nördlichen Querhaus befindet sich die Krypta mit den Gebeinen des heiligen Medericus, die seit 1884 in einem Reliquienschrein ruhen.
Der Chor weist fast die gleiche Länge wie das Langhaus auf. Die Rundbogenarkaden und die mit Marmor und Stuck verkleideten Pfeiler gehen wie der Marmorfußboden auf die barocke Umgestaltung im 18. Jahrhundert zurück. Die Ausmalung der Kapellen des Chorumgangs stammt aus dem 19. Jahrhundert.

## Ausstattung
Das Taufbecken trägt die Wappen des Königs Ludwig XII. und seiner Gemahlin Anna von Bretagne.
Die Kanzel, deren Schalldeckel von einem Engel bekrönt ist und von stilisierten Palmen gestützt wird, ist ein Werk des 18. Jahrhunderts.
Das Gemälde Der heilige Karl Borromäus von Carle van Loo wurde 1970 aus der Kirche gestohlen. Folgende Gemälde befinden sich in der Kirche:
- Anbetung des Namen Gottes durch die vier Heiligen Medericus, Petrus, Leonhard und Frudolph (Frou) von Simon Vouet (1590–1649) im nördlichen Querhaus
- Der heiliger Merry befreit die Gefangenen (1640) von Simon Vouet im nördlichen Querhaus
- Maria die Ägypterin (1843), Fresko von Théodore Chassériau (1819–1856) in der dritten Kapelle im nördlichen Chorumgang
- Maria mit Jesuskind (1753) von Carle van Loo (1705–1765) am rechten Choreingang
- Die Reue des Petrus (1784) von Joseph-Marie Vien (1716–1809) im südlichen Querhaus
- Jesus und die Samariterin (um 1683) von Noël Coypel (1628–1707) im südlichen Querhaus
- Die Emmausjünger (1749) von Charles-Antoine Coypel (1694–1752) in der Kommunionkapelle

## Bleiglasfenster

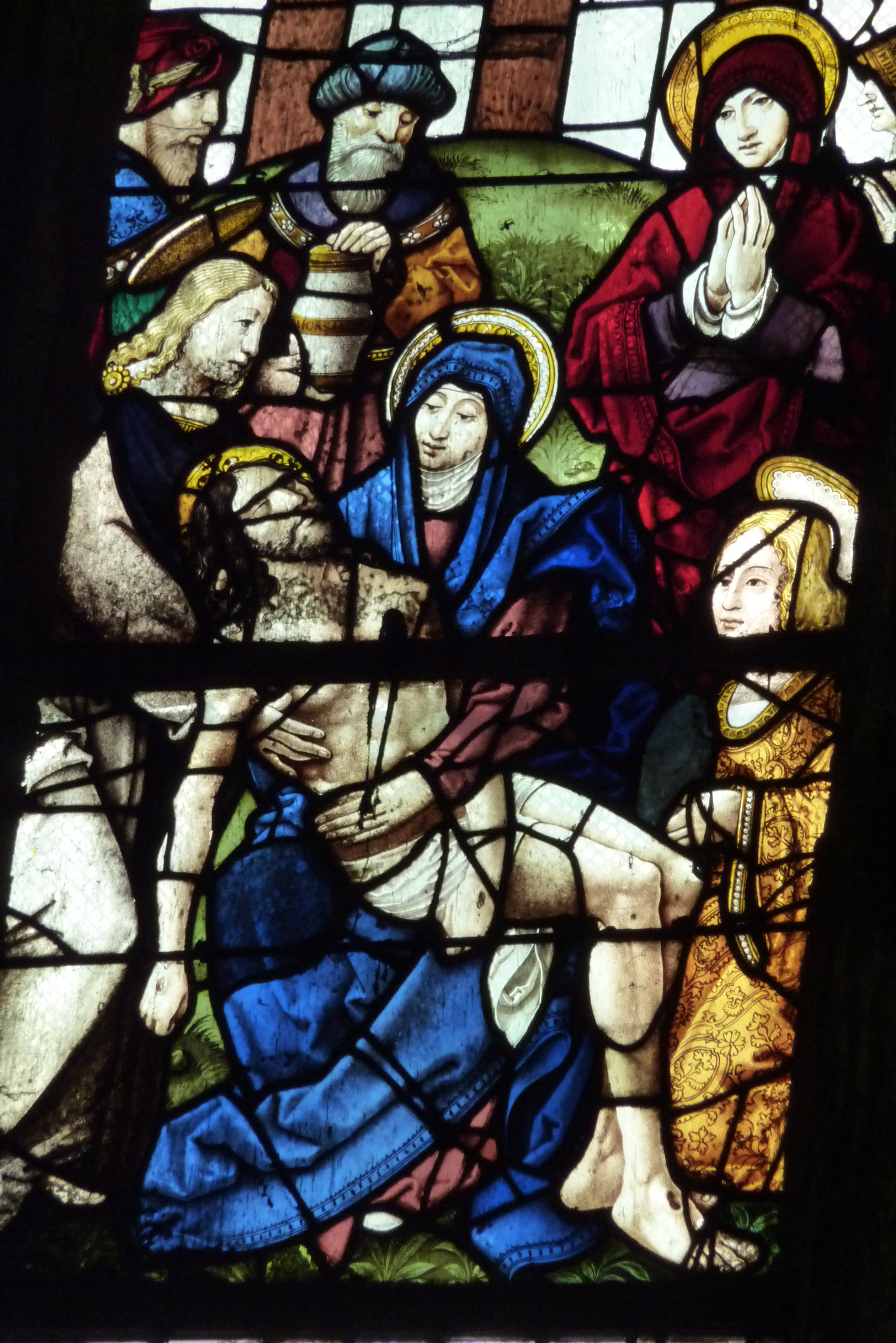
Bleiglasfenster im Chor aus dem 1. Viertel des 16. Jahrhunderts mit Darstellung der Kreuzabnahme

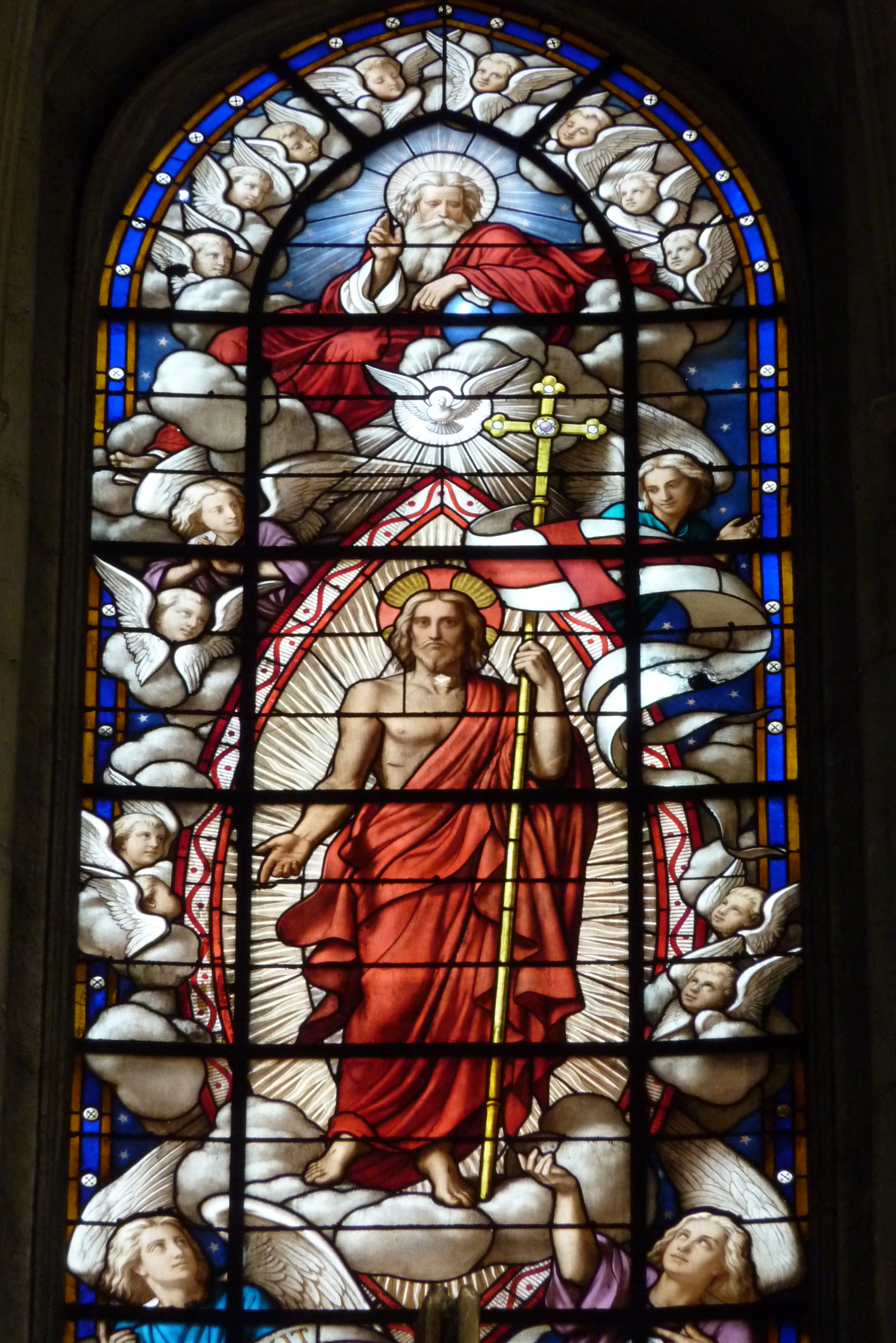
Fenster in der Apsis mit der Darstellung des auferstandenen Christus

Die oberen Bleiglasfenster des Langhauses und des Chores stammen noch aus dem 16. Jahrhundert. Sie stellen auf der Nordseite des Hauptschiffes Szenen aus dem Leben der Maria Magdalena, aus dem öffentlichen Auftreten Jesu, aus der Geschichte des Johannes des Täufers und des Apostels Thomas dar. Die Fenster auf der Südseite sind dem Leben des heiligen Nikolaus, des Franz von Assisi, der heiligen Agnes und der Jungfrau Maria gewidmet. Die oberen nördlichen Chorfenster haben die Geschichte Josefs in Ägypten zum Thema. Die südlichen Chorfenster stellen Szenen aus dem Leben des Apostels Petrus dar.
Die beiden Fenster in der Scheitelkapelle des Chores bestehen aus je 14 ovalen Medaillons mit figürlichen Darstellungen aus dem 16. Jahrhundert, die im 19. Jahrhundert von Prosper Lafaye restauriert und wieder neu zusammengesetzt wurden. Die Medaillons des linken Fensters stellen im unteren Bereich fünf Heilige (die Apostel Petrus, Andreas und Paulus, Johannes den Täufer, den heiligen Merry) und sechs Sibyllen dar und im oberen Bereich den Erzengel Michael, der den Drachen besiegt, sowie die Jünger am Ölberg. Auf den Medaillons des rechten Fensters sind Szenen aus dem Marienleben dargestellt, drei Sibyllen und ein Bischof. Ein Medaillon im oberen Abschluss ist Christus am Ölberg gewidmet.
Die zentralen Fenster der Apsis haben die Auferstehung Christi zum Thema und wurden im 19. Jahrhundert nach den Kartons von Claudius Lavergne ausgeführt. In der Mitte wird der auferstandene Christus in einer Mandorla dargestellt, über dem der Heilige Geist und Gottvater schweben. Die seitlichen Szenen schildern die Begegnung Jesu nach seiner Auferstehung mit Maria Magdalena (Noli me tangere) und dem ungläubigen Thomas.

## Orgeln

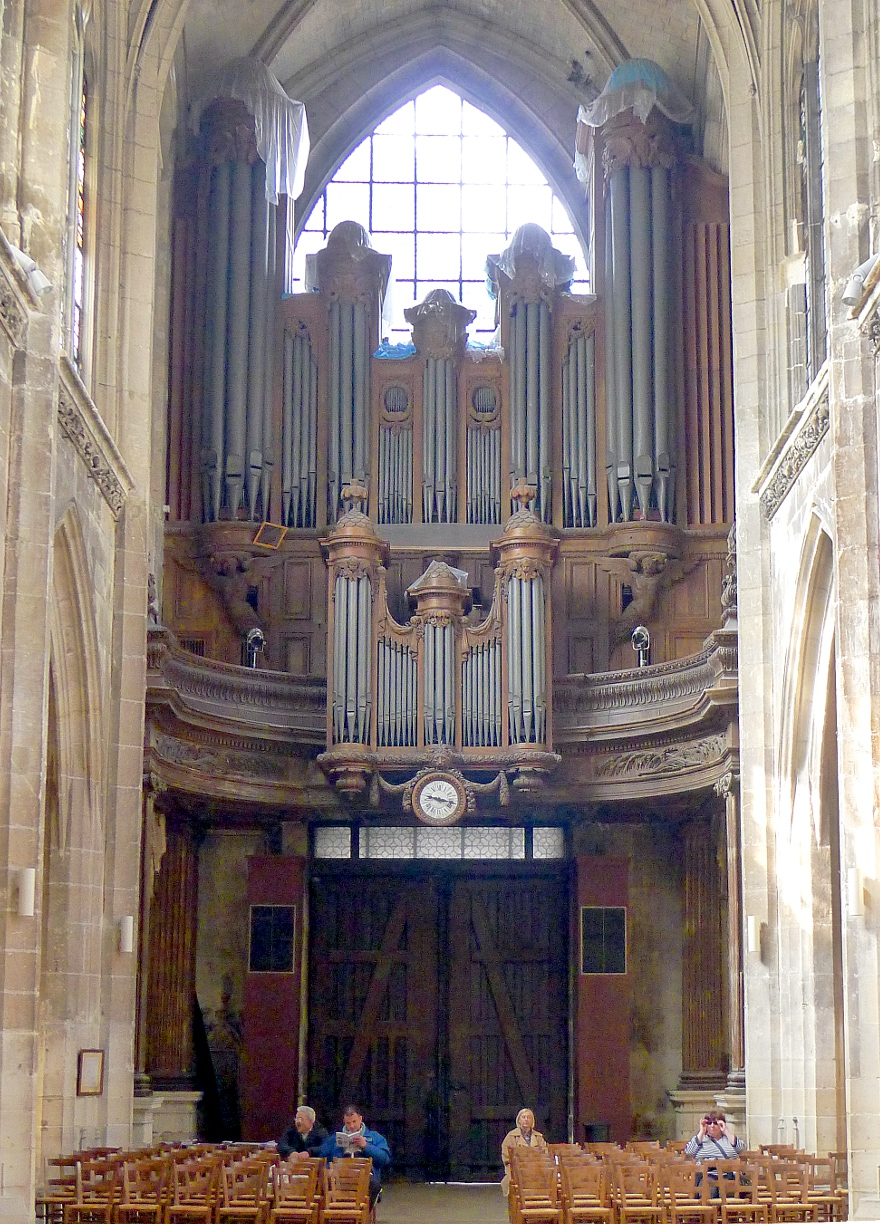
Blick auf die Orgel

Die Orgel wurde 1647 bis 1650 von Jean und François de Heman gebaut. Der Orgelprospekt, der von zwei Engelsfiguren gestützt wird, stammt aus der gleichen Zeit und ist ein Werk des Schreinermeisters Germain Pilon (auch Pillon). Die Orgelempore wurde 1755 von Michel-Ange Slodtz (1705–1764) geschaffen. Sie ruht auf vier kannelierten Holzpfeilern mit ionischen Kapitellen. 1779 wurde die Orgel von François-Henri Clicquot erweitert. 1855 bis 1857 wurde sie von Aristide Cavaillé-Coll und 1947 von Victor Gonzalez umgebaut.
Von 1853 bis 1857 war Camille Saint-Saëns Organist in der Pfarrkirche Saint-Merry. Weitere Organisten waren Nicolas Antoine Lebègue, Jean-François Dandrieu, Charles-Alexis Chauvet und Norbert Dufourcq.
| I Positif C–g3 |        |
| Montre         | 8′     |
| Bourdon        | 8′     |
| Prestant       | 4′     |
| Nasard         | 2 ⁄3′  |
| Doublette      | 2′     |
| Tierce         | 1 3⁄5′ |
| Larigot        | 1 ⁄3′  |
| Plein-Jeu IV   |        |
| Cymbale II     |        |
| Trompette      | 8′     |
| Cromorne       | 8′     |
| Clairon        | 4′     |

| II Grand Orgue C–g3 |         |
| Montre              | 16′     |
| Bourdon             | 16′     |
| Montre              | 08′     |
| Bourdon             | 08′     |
| Flûte               | 08′     |
| Flûte               | 04′     |
| Nasard              | 02 ⁄3′  |
| Doublette           | 02′     |
| Tierce              | 01 3⁄5′ |
| CornetV             | 08′     |
| Fourniture IV       |         |
| Cymbale III         |         |
| Bombarde            | 16′     |
| Trompette           | 08′     |
| Clairon             | 04′     |

| III Récit expressif C–g3 |     |
| Quintaton                | 16′ |
| Principal                | 08′ |
| Dulciane                 | 08′ |
| Voix céleste             | 08′ |
| Bourdon                  | 08′ |
| Flûte                    | 04′ |
| Viole                    | 04′ |
| Doublette                | 02′ |
| Plein-Jeu IV             |     |
| Cymbale III              |     |
| Bombarde                 | 16′ |
| Trompette                | 08′ |
| Hautbois                 | 08′ |
| Clairon                  | 04′ |

| IV Echo C–g3    |    |
| Flûte           | 8′ |
| Flûte           | 4′ |
| Quarte          | 2′ |
| Sesquialtera II |    |
| Cymbale II      |    |
| Hautbois        | 8′ |
| Voix humaine    | 8′ |

| Pédale C–f1  |     |
| Soubasse     | 32′ |
| Montre       | 16′ |
| Soubasse     | 16′ |
| Flûte        | 16′ |
| Principal    | 08′ |
| Bourdon      | 08′ |
| Flûte        | 08′ |
| Principal    | 04′ |
| Flûte        | 04′ |
| Principal    | 02′ |
| Fourniture V |     |
| Cornet II    |     |
| Bombarde     | 16′ |
| Trompette    | 08′ |
| Clairon      | 04′ |

- Koppeln: I/II, III/II, IV/II, III/I, IV/III, I/P, II/P, III/P, IV/P

Die Chororgel wurde 1880 von dem Orgelbauer Merklin erbaut, und 1968 von Orgelbau Gonzalez überarbeitet. Das Instrument hat 16 Register auf zwei Manualwerken und Pedal. Die Spiel- und Registertrakturen sind mechanisch.
| I Grand Orgue C–g3 |     |
| Bourdon            | 16' |
| Montre             | 08' |
| Bourdon            | 08' |
| Prestant           | 04' |
| Doublette          | 02' |
| Plein-Jeu III      |     |
| Trompette          | 08' |

| II Récit expressif C–f1 |         |
| Bourdon                 | 08'     |
| Flûte                   | 04'     |
| Nasard                  | 02 ⁄3′  |
| Quarte                  | 02'     |
| Tierce                  | 01 3⁄5′ |
| Basson-Hautbois         | 08'     |

| Pédale C–f1 |      |
| Soubasse    | 016' |
| Bourdon     | 08'  |
| Flûte       | 04'  |

- Koppeln: II/I, I/P, II/P
- Tremblant

## Pfarrhaus
Das südlich an die Hauptfassade anschließende Pfarrhaus geht auf das 16. Jahrhundert zurück und wurde 1731 von Jean-François Blondel (1683–1756) umgebaut.